# Tratado anglo-prusiano
El Tratado anglo-prusiano fue una alianza militar firmada el 11 de abril de 1758 entre el Reino de Gran Bretaña y el Reino de Prusia en el transcurso de la Guerra de los Siete Años. El tratado fue la respuesta a los tratados firmados, en el mismo sentido, entre Francia y Austria (Tratados de Versalles 1757 y 1758) que son conocidos como la Revolución diplomática.

## Las relaciones anglo-prusianas
Pese a ser fuerzas antagónicas en los primeros años del siglo XVIII, las tensiones anglo-francesas y la disputa austro-prusiana por Silesia (Guerra de Sucesión Austríaca) llevó a un cambio de alianzas a partir de 1748.
La necesidad de defender Hanover (Unión personal de los monarcas británicos) de un posible ataque francés, y las desavenencias entre los antiguos aliados, Austria y Gran Bretaña. Llevaron a esta última a realizar un acercamiento diplomático al aliado de Francia en las últimas guerras, Prusia.
La intención británica era garantizar la neutralidad prusiana, impidiendo que tropas francesas atravesaran territorio prusiano camino de Hanover.
Este objetivo quedó materializado en el Tratado de Westminster, firmado el 16 de enero de 1756 entre ambas potencias. Luis XV intentó persuadir a Federico II de Prusia para un nuevo tratado de alianza entre ambas naciones, pero la negativa prusiana acabó con la antigua alianza.

## La Guerra de los Siete Años
Luis XV respondió con un acercamiento a Austria, antigua aliada británica, que se completó con la firma de un acuerdo de neutralidad en el Primer Tratado de Versalles (1 de mayo de 1756). La creación de una coalición antiprusiana, (Segundo Tratado de Versalles y Tercer Tratado de Versalles) formada por los firmantes del primer tratado más Suecia, Sajonia y el Imperio ruso, obligó a Prusia y a Gran Bretaña a reforzar sus lazos con una alianza militar.

## Tratado de 1758
La alianza militar comprometía al Reino de Gran Bretaña a pagar un subsidio de 670.000 libras anuales, a cambio, Prusia debía suministrar tropas al ejército de Observación prusiano del mariscal de campo Fernando de Brunswick, que operaba en el oeste del Sacro Imperio.
También se acordó que los británicos tendrían que proporcionar una guarnición para el puerto de Emden, recientemente capturado a las fuerzas francesas y austriacas por los aliados. Este fue hecho significativo, ya que Gran Bretaña se había negado a desplegar tropas en el continente, y el secretario de Estado para el Sur, William Pitt, había desechado la perspectiva pocos meses antes.